# Theodore Long
Theodore Robert Long (15 de septiembre de 1947, Birmingham, Alabama) es un entrenador, árbitro y mánager de lucha libre profesional estadounidense. Es conocido por su trabajo desde 1998 en la WWE.

## Carrera

### National Wrestling Alliance/World Championship Wrestling (1985-1993)
Long comenzó como el chico malo para los luchadores Tommy Rich y Abdullah the Butcher.
Se convirtió en miembro del equipo técnico y fue ascendido a árbitro de la NWA en 1985 como Teddy Long. En 1989, Long comenzó a convertirse en un personaje de villano, cuando empezó a estar a favor de los canallitas e ir en contra de las reglas, favoreciendo a los canallitas. El 2 de abril de 1989 en el Clash of Champions en Nueva Orleans, Long abiertamente hizo una conteo rápido que permitió a Mike Rotunda y "Dr. Death" (Steve Williams) derrotar a los Road Warriors y ganar el NWA World Tag Team Championship. 
Long se convirtió en el mánager de Doom (Ron Simmons y Butch Reed) y los llevó a ganar el World Tag Team Titles. También fue mánager de Chris Jericho, Súper Porky, Mistico, The Skycrapers (Sid Vicious, Dan Spivey y Mark Calaway, Marcus Bagwell, 2 Cold Scorpio, Joey Maggs, Craig Pittman, Jim Powers, Bobby Walker, Ice Train y Bobby Eaton, y a la WCW y la AAA

### World Wrestling Federation / Entertainment / WWE (1998-2014)

#### 1998-2002
Long debutó en la WWF como árbitro en el episodio del 21 de diciembre de 1998 de Raw. Long se unió a la WWF y también como árbitro en enero de 1999 en el Royal Rumble. Long ofició una pelea de rencor entre Kane y Triple H en WrestleMania 15. Fue árbitro en el Over The Edge 1999 el 23 de mayo, en un combate mixto entre Jeff Jarrett & Debra vs Val Venis & Nicole Bass. En septiembre de 2002, fue retirado de su cargo. Durante este periodo se le siguió llamando Teddy Long. 

#### 2003
Fue re-contratado como el mánager villano pero ahora con su nombre completo. El 20 de enero de 2003, Teddy Long debutó en Raw en un rol gerencial, poniéndose del lado de D'Lo Brown. Sin embargo, el 17 de febrero despidió a D-Lo porque no estaba haciendo el trabajo bien y presentó a Rodney Mack, quien derrotó a Al Snow. Así mismo, el 7 de abril en Raw, Long reclutó a Jazz en su grupo, quien era la esposa real de Rodney Mack. En Backlash acompañó a Jazz cuando ganó el Campeonato Femenino contra Trish Stratus. En junio empezó a ser el mánager de Christopher Nowinski y Rosey. 5 de agosto en Raw, Long agregó al "hombre más fuerte del mundo" Mark Henry a su grupo de "Playahs". Mark Henry y Rodney Mack, con Theodore Long, derrotaron a Garrison Cade y Mark Jindrak en ese mismo programa. En Survivor Series acompañó al equipo de Eric Bischoff, en el cual se encontraba Mark Henry, en su lucha contra el equipo de Steve Austin. 

#### 2004
5 de enero en Raw, Long tuvo la oportunidad de ser el General Manager de Raw por una sola noche, en donde fue acosado por Steve Austin, incluso siendo perseguido por un vehículo de cuatro ruedas. El 22 de marzo, en el WWE Draft, fue mandado a SmackDown, separándose de Jazz, pero se convirtió en mánager de Mark Jindrak, después de que este salvara a Long en un combate contra Spike Dudley. Cuando Kurt Angle fue despedido de su cargo de Gerente General de SmackDown, el 29 de julio Long se convirtió en el nuevo y primer Gerente General Afroamericano de SmackDown, y tuvo un carácter honesto. Debido a esto, castigaba a los luchadores sucios, en particular a JBL, Eric Bischoff, Edge entre otros.

#### 2005-2006

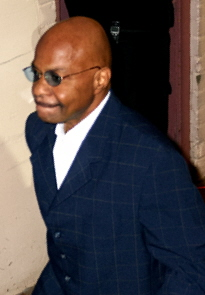
Long en camino al ring.

A principios de 2005, Carlito intento que le quitaran el puesto de Gerente General recogiendo firmas de otros luchadores y trabajadores, así como Amy Weber también, pero tras una reunión de la junta directiva, en el episidoio del 24 de febrero, Linda McMahon anunció que Long seguiría siendo el GM de la marca. A finales de agosto, empezó a trabajar en SmackDown junto a Palmer Canon, el representante de FOX. Long decidió iniciar la búsqueda de nuevos talentos, así como Mr. Kennedy, y más adelante MVP. Como parte del feudo de SmackDown vs. Raw, Long derrotó al GM de RAW Eric Bischoff con ayuda de The Boogeyman en Survivor Series de 2005.  
Sin embargo, a finales de 2005, Long todavía tenía problemas con Sharmell, Booker T y su defensa del Campeonato de los Estados Unidos, ya que Booker T intentó salir de las defensas del título en varias ocasiones fingiendo estar lesionado y haciendo que otros luchadores lucharan en su nombre. Finalmente, Long se cansó de estas travesuras, y el 19 de febrero en No Way Out 2006, le dijeron a Booker que se enfrentara a Chris Benoit o que le quitarían el título estadounidense. Benoit ganó el combate y fue felicitado por Long. Después de que Randy Orton hiciera trampa para obtener la oportunidad por el título de Rey Mysterio en WrestleMania 22, Long colocó a Mysterio nuevamente en el combate y lo convirtió en un combate de Triple Amenaza, al mismo tiempo advirtiendo a Orton que aún podía sacarle del combate si desobedecía a Long. El 21 de mayo en Judgment Day, Long despidió a Melina y Johnny Nitro de SmackDown. En el siguiente SmackDown, JBL sufrió la misma suerte después de perder combates consecutivamente. En el episodio del 4 de septiembre de Raw, Long apareció con una tremenda ovación en su ciudad natal.

#### 2007-2008
En abril de 2007 se convirtió en novio de Kristal después de coquetear tras bastidores. El 25 de mayo, Vickie Guerrero se convirtió en su asistente para pasar más tiempo con Kristal. En el episodio del 22 de junio de 2007 de SmackDown!, Long le pidió a Kristal que se casara con él. Kristal salió corriendo del ring, llorando, pero luego accedió a casarse con él. El 21 de septiembre se celebró la boda, pero no fue terminada debido a las interrupciones constantes y tener un ataque al corazón justo cuando empezó a decir "acepto" y cayó en coma (kayfabe). Long regresó el 30 de noviembre de 2007 en SmackDown! como el asistente del gerente general e hizo una lucha en Armageddon por el Campeonato Mundial de Peso Pesado, entre Batista, Undertaker, Edge por orden de Vickie Guerrero.
El 16 de mayo de 2008, Long abandonó su papel de asistente del gerente general, por estar harto de las órdenes de la Gerente General en ese momento, Vickie Guerrero. El 3 de junio de 2008 en ECW, se anunció que se había hecho con el puesto de Gerente General de la marca ECW por orden de la Junta Directiva de la WWE, y contrató a Tiffany como su asistente personal.

#### 2009
El 7 de abril de 2009 en ECW, Long anunció que iba a volver a SmackDown como Gerente General, y su reemplazo en ECW iba a ser Tiffany. De esta manera, se convirtió en la primera persona en la historia de la compañía en tener un segundo mandato como Gerente General de la marca SmackDown!. Hizo su regreso oficial a SmackDown! El 10 de abril. Ese mismo día, anunció que Matt Hardy y Jeff Hardy se enfrentarían en un Stretcher match (lucha de camillas, primera en la historia de SmackDown!). En el 26 de junio de 2009 en SmackDown, Vince McMahon anunció Long sería puesto en libertad condicional (kayfabe). 
Después de haber sido presionado por Vince McMahon a "tener mejores luchas" el 26 de junio de 2009 en SmackDown!, Long hizo un cambio de última hora en la pelea del Unified WWE Tag Team Championship en The Bash, agregando el equipo de Edge y Chris Jericho a la lucha. Estos últimos ganaron.
Después en el PPV Breaking Point, The Undertaker ganó a CM Punk con su 'Hell´s Gate' pero Long dijo que estaba prohibido en la WWE. Luego CM Punk le Aplicó su Anaconda Vice y el árbitro hizo sonar la campana sin que Undertaker se rindiera. Esto emuló la Traición de Montreal.
En el programa de SmackDown del 18 de septiembre fue secuestrado por el Undertaker en su misma limusina.
Regresó en un ataúd el 25 de septiembre, luego de haberlo llevado al infierno ese mismo día. Dijo que la llave de rendición Hell´s Gate podía usarse otra vez.

#### 2010
Fue invitado especial en Raw, esa misma noche habló con Shawn Michaels para que lo llevase a la Cámara de Eliminación (Elimination Chamber) de Smackdown. Después de la interrupción de Triple H, Teddy recibió una Sweet Chin Music por negar su propuesta. En la edición del 30 de abril anunció que Big Show sería el contendiente #1 para el campeonato mundial que Jack Swagger tenía en su poder. Una semana después despidió a Drew McIntyre (kayfabe) por no dejar de intervenir en los combates de Matt Hardy. Pactó un torneo entre Kofi Kingston, Christian, Dolph Ziggler y Cody Rhodes para establecer un nuevo campeón del Intercontinental Championship, vacante por el despido de McIntyre.
McIntyre lo amenazó con una carta de Vince Mcmahon, y en el WWE SmackDown de 11 de junio lo retó a una pelea, lucha que perdió. En las ediciones de RAW previo al evento Bragging Rights comenzó rivalidad con el GM Anónimo de Raw para ver qué marca y qué GM es el mejor.

#### 2011
En la edición de SmackDown del 21 de enero, amenazó a The Corre que si atacan a otros luchadores serían despedidos de la WWE, poco después lo encontraron inconsciente en su oficina (Kayfabe), donde curiosamente también estaban Vickie Guerrero, Dolph Ziggler y Michael Tarver antes de la llegada de los médicos y de las cámaras. Luego de esto fue llevado al hospital en ambulancia. Después de unos días hizo su regreso el 18 de febrero, obligando a Dolph Ziggler a defender su título contra Edge, lucha que perdió. Tras esto, Long le despidió (Kayfabe) al demostrar que fue Dolph Ziggler el que atacó a Teddy. En Elimination Chamber anuncio a Big Show como el reemplazante de Ziggler en la lucha por el Campeonato Mundial Pesado de Edge. Una semana después pacto una lucha entre las parejas de Edge y Kelly Kelly vs Drew McIntyre y Vickie Guerrero, poniendo el puesto de Vickie en juego si esta perdía, en dicha lucha Edge y Kelly Kelly derrotaron a McIntyre y Guerrero, como consecuencia Vickie Guerrero fue despedida (Kayfabe). El 25 de julio Triple H nombró a Zack Ryder como nuevo asistente personal de Long. Sin embargo, en TLC, Ryder fue reemplazado por Santino Marella. A finales de diciembre inició un relación amorosa con Aksana .

#### 2012
Empezó un feudo con el gerente general interino de Raw John Laurinaitis debido a que Laurinaitis dijo que Long era el peor gerente general de la historia de la WWE. A partir de ese momento se inició un conflicto entre ambos en el cual comenzaron a intervenir el uno en el show del otro y viceversa. En SmackDown del 9 de marzo de 2012 se enfrentaron ambos en una lucha en la que si Long perdía Aksana lucharía contra Kane, habiendo una intervención de Kane y de Randy Orton, distrayendo a Laurinaitis y ganando Long. Sin embargo, el combate de Aksana vs Kane nunca tuvo lugar. Ambos formaron equipos para enfrentarse en Wrestlemania XXVIII, donde el ganador se convertiría en el gerente general de las marcas RAW y Smackdown. En Wrestlemania XXVIII el Team Teddy (Santino Marella, Booker T, Zack Ryder, R-Truth, Kofi Kingston y The Great Khali) fue derrotado por el Team Johnny (David Otunga, Dolph Ziggler, Jack Swagger, Mark Henry, Drew McIntyre y The Miz). En la edición del 6 de abril de SmackDown, Long estaba preparado para dar su discurso de despedida, pero Laurinaitis amenazó con descontinuar un fondo fiduciario que Long estableció para la educación universitaria de sus nietos a menos que aceptara un trabajo como su nuevo asistente, el cual Long aceptó de mala gana. A partir de ese momento se estableció como el ayudante de John Laurinaitis, en donde este último y Eve Torres le pusieron en puestos humillantes, siendo obligado a vestirse como criada o guardia del Palacio de Buckingham. Además, el 20 de abril en SmackDown, Aksana comenzó una relación con Antonio Cesaro, dejando a Long y demostrando así que solamente estuvo con el por interés. Obtuvo su "libertad" luego del despido de Laurinaitis volviéndose gerente interino de Smackdown la semana del 2 al 4 de julio y vengándose de Eve Torres usando una enorme etiqueta y obligándola a vestirse de criada.
El 31 de julio, se convirtió en el asesor personal de Booker T, en la marca de SmackDown. Poco después, Eve Torres asumió el puesto de asistente personal, por lo que ambos comenzaron a trabajar juntos, en donde Eve era más amable con el. No obstante, solo sería una táctica para acusarlo de ser el atacante de Kaitlyn en Night of Champions. El 19 de octubre en SmackDown, Long le robo el I-Phad a Eve y junto a Kaitlyn, descubrió que la atacante fue Aksana. Los conflictos entre ambos continuarían hasta que Eve abandono la empresa.

#### 2013-2014
A pesar de que originalmente se llevaba bien con Booker, a partir de marzo de 2013, Booker comenzó a enojarse con Teddy por planear combates sin su permiso tanto en Raw como en SmackDown. Sin embargo, desde mediados de abril en adelante, Teddy fue el gerente interino de SmackDown debido a la ausencia de Booker. En el episodio del 19 de julio, después de que Teddy, Booker T y el gerente general de Raw, Brad Maddox, discutieran sobre quién iba a ser el gerente general de SmackDown, Vince McMahon dijo que Vickie Guerrero era la nueva gerente general de SmackDown. Después de un segmento de backstage, con Guerrero, Long fue escoltado por un equipo de seguridad. Esto marcó su última aparición como una importante figura autoritaria. 
Finalmente el 12 de junio de 2014, Long fue despedido de la empresa tras 16 años de carrera. Apareció como invitado especial durante la emisión del aniversario de los 15 años de SmackDown el 10 de octubre, contradiciendo a John Laurinaitis de ser el mejor gerente general de la marca. Por tanto revivieron los Team Teddy y Johnny. Esa noche el Team Teddy (The Usos, Jack Swagger, Mark Henry, Sheamus, Los Matadores y El Torito) venció al Team Johnny (Heath Slater, Titus O Neil, Goldust, Stardust, Bo Dallas, Damien Sandow, The Miz y Hornswoggle).

#### 2016-presente
Long hizo su regreso tras 2 años de ausencia en el episodio del 6 de junio de Raw anunciando que la marca Smackdown sería transmitida en vivo, solicitando otra carrera como Gerente General de SmackDown, que Stephanie McMahon rechazó. Haría varias apariciones durante el transcurso de la noche, incluido su intento de hacer una lucha de equipos entre The Golden Truth y Breezango antes de ser escoltado fuera del edificio por seguridad. El 13 de febrero de 2017 se anunció que formaría parte del WWE Hall of Fame. En el episodio del 3 de abril en Raw, Long apareció pensando que Vince McMahon lo nombraría nuevo Gerente General de Raw, pero Vince dijo que no era él, sino Kurt Angle. El 22 de enero de 2018, Long hizo una breve aparición en backstage durante el 25º Aniversario de Raw. El 16 de octubre en el episodio 1000 de SmackDown, tuvo un segmento junto a Paige, Vickie Guerrero y John Laurinaitis.
El 23 de octubre de 2020, hizo una aparición en SmackDown durante el juicio de The Miz y Otis. Volvió a aparecer el 4 de enero de 2021 en Raw durante el episodio especial de Raw Legends Night organizando un combate entre The New Day Vs The Miz & John Morrison. Al igual que el 7 de mayo en SmackDown, esta vez entre Seth Rollins y Cesaro.

## Campeonatos y logros
- National Wrestling Alliance
  - NWA Hall of Fame (2012)[2]
- Pro Wrestling Illustrated
  - PWI Manager del año - 1990
- Wrestling Observer Newsletter
  - WON Peor lucha del año - 2005, vs. Eric Bischoff Survivor Series